# Berlage (Mondkrater)
Berlage ist ein Einschlagkrater auf der Mondrückseite.
Der Krater liegt im Süden der erdabgewandten Seite, nördlich von Numerov und Antoniadi. Am Nordrand schließt der vergleichbar große Bellinsgauzen an, im Nordosten befindet sich Cabannes, dessen Nebenkrater Cabannes J in Berlages nordöstlichen Kraterrand hineinreicht.
Berlage ist sehr stark erodiert und von einer Vielzahl kleinerer Einschläge übersät. Der Krater ist entsprechend alt, seine Entstehungszeit fällt in die pränektarische Periode.
Berlage hat einen Nebenkrater:
| Buchstabe | Position            | Durchmesser | Link |
| --------- | ------------------- | ----------- | ---- |
| R         | 64,09° S, 167,52° W | 27 km       |      |

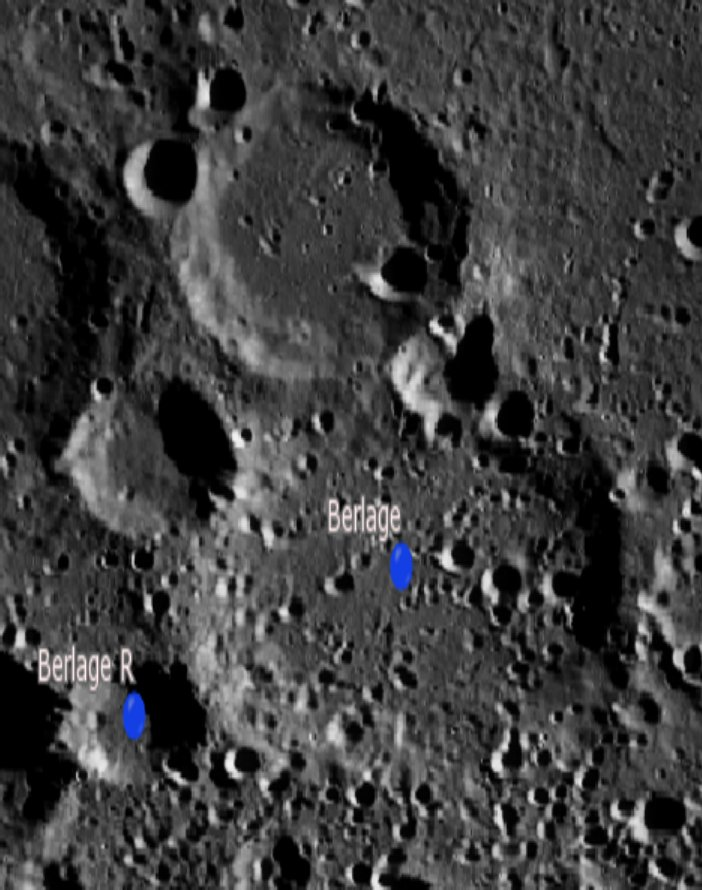
Berlage mit seinem Nebenkrater

Der Krater wurde 1970 von der IAU offiziell nach dem niederländischen Astronomen Hendrik Petrus Berlage benannt.